# Avenue Maurice-Bourgès-Maunoury
L'avenue Maurice-Bourgès-Maunoury (en occitan : avenguda Maurici Bourgès-Maunoury) est une voie de Toulouse, chef-lieu de la région Occitanie, dans le Midi de la France.

## Situation et accès

### Description
L'avenue Maurice-Bourgès-Maunoury est une voie publique. Elle se trouve au cœur du quartier de Borderouge, dans le secteur 3 - Nord. 
La chaussée compte une voie de circulation automobile dans chaque sens. Entre la rue Hubert-Monloup et le rond-point Madame-de-Mondeville, elle appartient à une zone 30 et la vitesse y est limitée à 30 km/h. Il existe une piste cyclable séparée dans chaque sens de circulation.

### Voies rencontrées
L'avenue Maurice-Bourgès-Maunoury rencontre les voies suivantes, dans l'ordre des numéros croissants (« g » indique que la rue se situe à gauche, « d » à droite) :
1. Rue Ernest-Renan (g)
2. Rue Michel-Ange (d)
3. Rond-point Louis-Bréfeil
4. Rue Pradet (g)
5. Place Antonin-Froidure (d)
6. Rue Christine-de-Pisan (g)
7. Rue Pierrette-Louin (d)
8. Place Jeanne-Émilie-de-Villeneuve (d)
9. Rue Loubiague (g)
10. Rue Jeanne-de-Ségla (g)
11. Chemin de Lanusse
12. Rue Maurice-Mélat (g)
13. Rue Hubert-Monloup (d)
14. Rue Sainte-Nathalie (g)
15. Rue Bertran (d)
16. Rue Louise-Weiss (d)
17. Carré de la Maourine (d)
18. Chemin de Niboul - accès piéton (g)
19. Boulevard André-Netwiller (d)
20. Rue Arria-Ly (g)
21. Rond-point de Madame-de-Mondonville
22. Rue Edmond-Rostand

### Transports
L'avenue Maurice-Bourgès-Maunoury est parcourue et desservie, entre la rue Marie-Claire-de-Catellan et la rue Christine-de-Pisan, puis entre la rue Edmond-Rostand et le boulevard André-Netwiller, par la ligne de bus 41. Entre la rue Christine-de-Pisan et jusqu'au boulevard André-Netwiller, elle est desservie par la ligne de bus 36 et, depuis le chemin de Lanusse seulement, par la ligne de bus 19. C'est sur la place de la Maourine que se trouve la station Borderouge, sur la ligne de métro  et, à proximité, la gare de bus de Borderouge où se trouvent le terminus des lignes de bus 19263640414273114 ainsi que les arrêts de la ligne de bus 33.
Il existe également plusieurs stations de vélos en libre-service VélôToulouse le long de l'avenue Maurice-Bourgès-Maunoury et des voies les plus proches : les stations no 153 (12 avenue Maurice-Bourgès-Maunoury), no 173 (25 avenue Maurice-Bourgès-Maunoury), no 174 (41 avenue Maurice-Bourgès-Maunoury), no 175 (face 52 avenue Maurice-Bourgès-Maunoury), no 234 (4 rue Pierrette-Louin), no 248 (rue des Bouqutins) et no 252 (161/163 rue de Négreneys).

## Odonymie

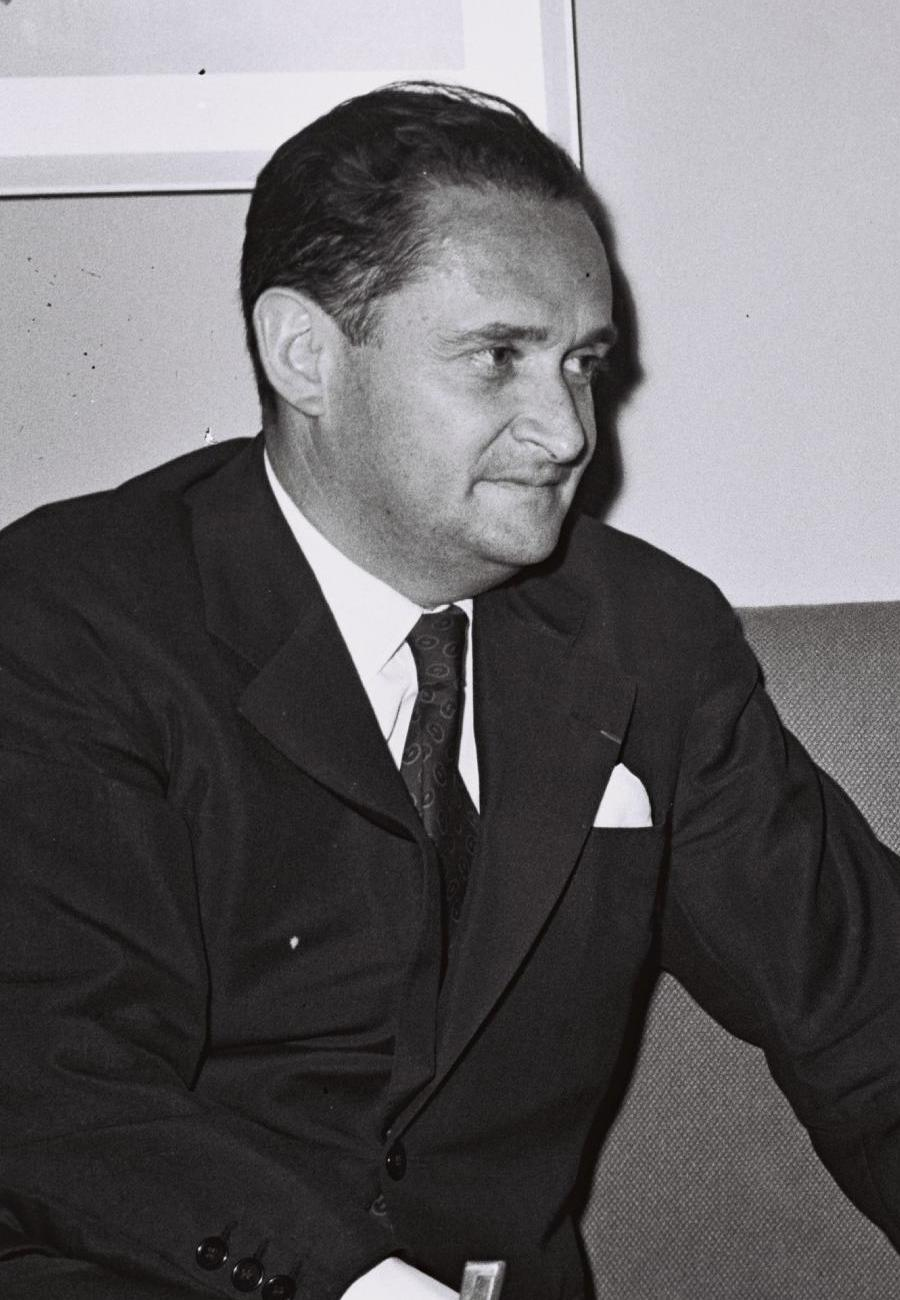
Maurice Bourgès-Maunoury lors d'une rencontre avec Levi Eshkol (1958, Collection photographique nationale d'Israël).

L'avenue a reçu le nom de Maurice Bourgès-Maunoury (1914-1993), Résistant et homme politique français. Issu d'une famille de personnalités politiques de la Troisième République, membre du Parti radical-socialiste, il s'engage dans la Résistance et il reçoit la croix de compagnon de la Libération en 1944. Entre 1946 et 1958, il est député de la Haute-Garonne, mais aussi plusieurs fois ministre, particulièrement à l'Intérieur et à la Défense. En 1958, il s'oppose au retour de Charles de Gaulle et à la mise en place de la Cinquième République. Il conserve les mandats de conseiller général pour le canton de Montastruc-la-Conseillère jusqu'en 1973 et devient maire de Bessières entre 1964 et 1971.
La première partie de l'avenue, entre la rue Edmond-Rostand et la rue Christine-de-Pisan, correspond à une ancienne partie de la rue de l'Allier, en l'honneur de la rivière – et non du département. Ce nom n'a été conservé que pour la dernière partie, entre la rue Pierrette-Louin et le chemin Raynal.

## Histoire
L'avenue Maurice-Bourgès-Maunoury est aménagée progressivement à partir des années 1990. La première partie, entre la rue Edmond-Rostand et l'actuelle rue Christine-de-Pisan, reprend un itinéraire plus ancien, celui de la rue de l'Allier, qui se prolonge au nord-est par les chemins Raynal et de Lanusse jusqu'au cœur du quartier de Croix-Daurade. Au nord, elle rejoint le boulevard André-Netwiller, dont elle absorbe la dernière partie jusqu'à la rue Edmond-Rostand. La nouvelle avenue forme l'axe nord-sud principal de la zone d'aménagement concerté de Borderouge, dont les projets sont élaborés dans les années 1990. En 2001, l'avenue Maurice-Bourgès-Maunoury est encore une simple voie rurale, qui traverse un terroir encore majoritairement agricole.

## Patrimoine et lieux d'intérêt

### Équipements culturels
- no  60 : Metronum. 
Le Metronum est un établissement public dévolu aux musiques actuelles – rock, electro, jazz, blues, pop, hip-hop. Son nom rappelle la proximité du métro et des cultures urbaines, d'autres équipements culturels municipaux (le Muséum et le Stadium), mais aussi la musique (le métronome). Il regroupe une salle de concert de 600 places, plusieurs studios de répétition et d'enregistrement, et des espaces de travail pour les groupes artistiques. Il est construit entre 2011 et 2014 sur les plans de l'agence GGR Architectes pour le compte d'Oppidea, société d'aménagement de la métropole. Le bâtiment prend l'allure d'un parallélépipède irrégulier de béton, percé de rares ouvertures, qui s'élève entre l'avenue Maurice-Bourgès-Maunoury et le parking de la gare d'échanges de Borderouge. Le béton brut est animé par le relief des ouvertures du rez-de-chaussée, couvertes de panneaux de métal jaune, et le motif du nom de l'établissement, découpé dans le béton au sommet du bâtiment[2].

- no  69 : cinéma Utopia Borderouge. 
Le cinéma Utopia Borderouge est construit entre 2018 et 2019, pour le compte de la SARL Ciné Borderouge, qui fait appel à deux architectes, Corinne Vergnes qui a réalisé en 2003 le cinéma Utopia Tournefeuille, et Christian Lefèbvre qui a dirigé en 2012 la transformation du cinéma Le Régent à Saint-Gaudens. Il fait partie du réseau des cinémas Utopia, un réseau de cinémas d'art et d'essai. Il abrite trois salles de projection, pour un ensemble de trois cents places, un local pour les associations locales et un restaurant. 
Le bâtiment, d'architecture contemporaine, s'élève sur une parcelle de 3 400 m2, le long de l'avenue Maurice-Bourgès-Maunoury et face au carré de la Maourine. La structure est en bois et voiles de béton de onze mètres de haut. À l'arrière, la terrasse ouvre sur le parc de la ferme Niboul, une ancienne ferme maraîchère[3].

### Groupe scolaire de la Maourine
Le groupe scolaire de la Maourine est inauguré en 2003. Il rassemble alors une école maternelle de trois classes et une école élémentaire de cinq classes.
- no  11 : école maternelle.
- no  13 : école élémentaire.

### Maisons et immeubles
- no  6 : ancienne ferme (deuxième moitié du XIXe siècle)[4].
- no  7 : ancienne ferme (deuxième moitié du XIXe siècle)[5].
- no  56 : immeuble.
- no  61 : immeuble.